# Telesforo Sucgang
Telesforo Sucgang (Banga, 5 januari 1855 - Manilla 16 december 1916) was een Filipijns kunstenaar die met name bekendheid verwierf als kunstschilder.

## Biografie
Telesforo Sucgang werd geboren op 5 januari 1855 in Banga, in de Filipijnse provincie Capiz, nu in Aklan. ZIjn ouders waren Matea Alayon en Eusebio Sucgang. In 1867 begon Sucgang aan het Colegio de San Jose waar hij onder meer muzieklessen kreeg. Later behaalde hij aan het Colegio de San Juan de Letran een Bachelor of Arts-diploma. Nadien volgde hij onderwijs aan de Academia de Dibujo y Pintura waar hij onder werd onderwezen door Lorenzo Rocha en Agustin Saez. De latere nationale held van de Filipijnen, Jose Rizal, was een van zijn klasgenoten. Ook volgde Sucgang lessen in beeldhouwen aan de Academia de Dibujo y Pintura toen men daar op een bepaald moment mee begon. In deze periode werkte hij ook als leerling-beeldhouwer in de werkplaats van houtsnijder en beeldhouwer Juan Flameño.
In 1879 won Sucgang een prijs met zijn werk Bust of Cardinal Cisneros en in 1884 kwam hij als beste uit de bus bij een toelatingsexamen voor een internationale beurs. Samen met Esteban Villanueva mocht Sucgang op kosten van de Spaanse overheid vier jaar kunst studeren in de Spaanse hoofdstad Madrid. Later kwamen ook Rizal en de kunstenaars Felix Resurreccion Hidalgo en Juan Luna hen achterna.
In Madrid schilderde Sucgang diverse grote doeken met historische taferelen zoals 'Estamos Salvados' (1887), 'La Llegada del Correo Español en la Bahia de Manila' (1887), 'El Desembarco de Magallanes' (1888) en 'La Llegada de Legazpi y Urdaneta' (1888). 'El Desembarco de Magallanes', ook wel aangeduid als 'The First Mass in the Philippines' is in het bezit van de National Museum of Fine Arts in Manilla. Ook schilderde hij diverse portretten van Filipijnse prominente figuren, waarvan het portret van Jose Rizal uit 1891 het bekendste is. Sucgang werd geroemd om zijn portretten van Rizal, vanwege de kwaliteit en gelijkenis. 
Sucgang was ook actief als beeldhouwer en componist. De beelden die hij in deze periode maakte waren voornamelijk van religieuze aard, zoals 'Sagrada Familia', 'La Purisima Conception' en 'El Despojamiento de la Sagrada Tunica'. Tevens produceerde hij als houtsnijder diverse beelden van heiligen. Zijn muziekcomposities zoals 'La Bahia de Manila', 'danza Filipina', 'La Rosa Temprana' en 'Danza' zijn niet bekend geworden.
In 1893 keerde Sucgang weer terug naar de Filipijnen, waar hij doceerde aan de Escuela de Artes y Oficios in Iloilo. In 1898, ten tijde van de Filipijnse Revolutie was Sucgang kapitein en later de commandant van de militaire overheid in Santa Barbara in de provincie Iloilo. Nadien, nadat de Amerikanen het bewind in de Filipijnen hadden overgenomen, stichtte Sucgang diverse scholen zoals het Instituto de Visayas  in 1900 in Jaro, het Instituto de Aklan in 1905 in Kalibo en het Colegio de Minerva in 1912 in Manilla.
Andere schilderijen van zijn hand zijn onder meer Vendedor de Periodicos (1900).
Sucgang overleed in 1916 op 61-jarige leeftijd in Manilla. Hij was getrouwd met Manuela Mateo en kreeg met haar twaalf kinderen.